# Christy Turlington

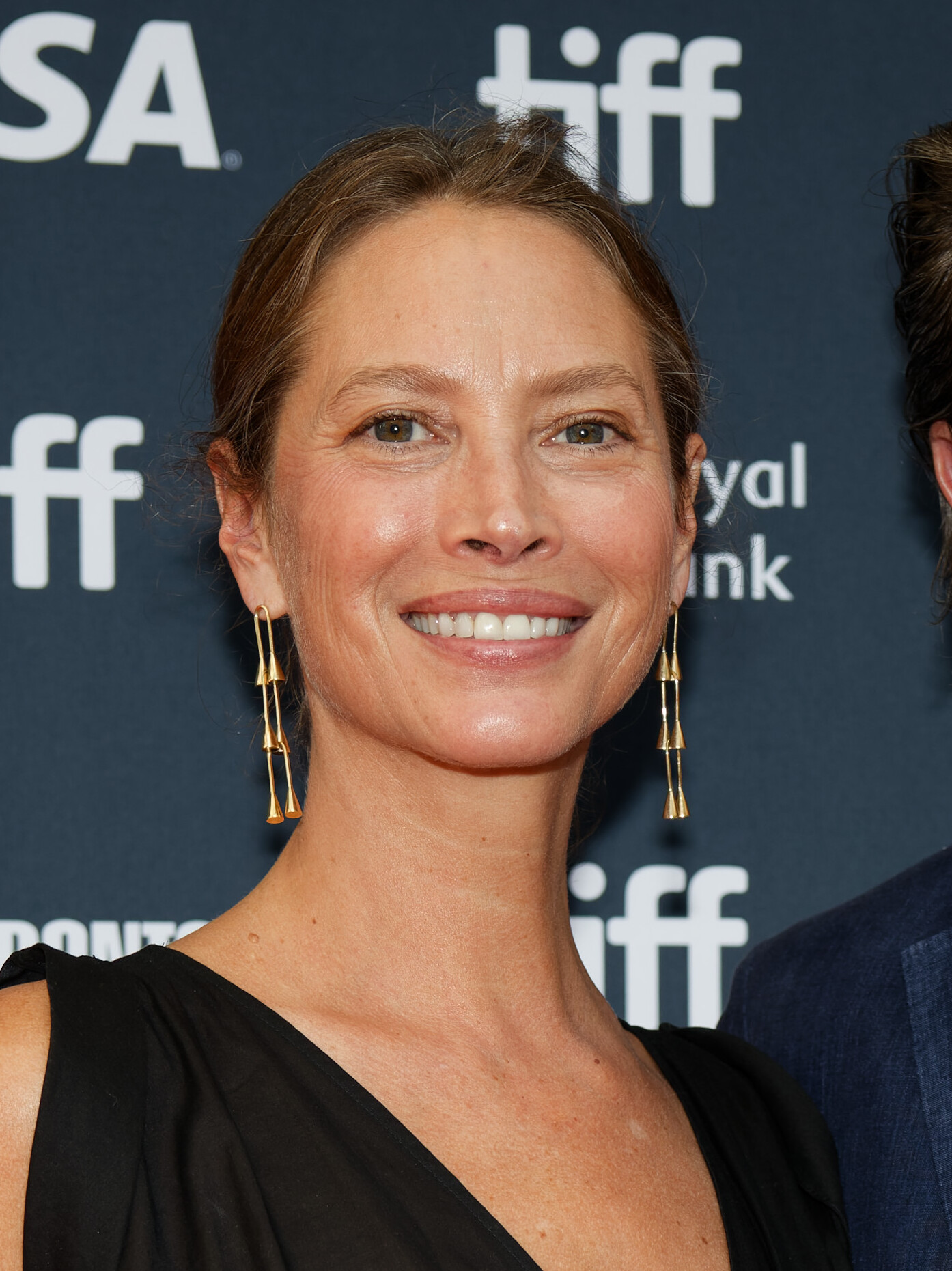
Christy Turlington (2024)

Christy Nicole Turlington Burns (* 2. Januar 1969 in Walnut Creek, Kalifornien) ist ein US-amerikanisches Model. Sie zählte in den 1990er-Jahren neben Tatjana Patitz, Claudia Schiffer, Cindy Crawford, Naomi Campbell und Linda Evangelista zu den sechs erfolgreichsten Supermodels.

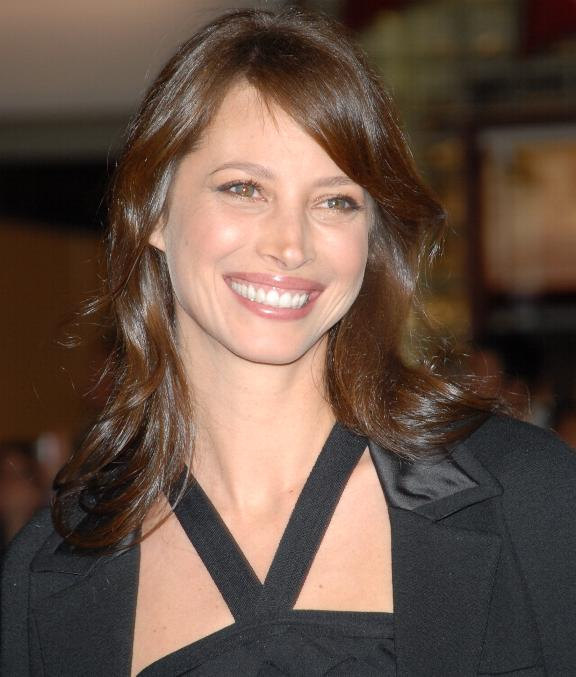
Christy Turlington (2008)

## Biografie
Turlington ist die Tochter eines US-amerikanischen Vaters und einer aus El Salvador stammenden Mutter. In ihrer Kindheit ging sie gern reiten. Mit dreizehn Jahren entdeckte sie der Fotograf Dennie Cody auf einem Reit-Wettbewerb in Miami und sie wurde ein Jahr später von der Modelagentur Ford Models unter Vertrag genommen. Ihre ersten Aufträge bekam sie von der Einkaufskette Emporium Capwell in San Francisco. Sie beendete die Monte Vista High School in Danville, Kalifornien und setzte ihre beginnende Modelkarriere fort. Ende 1986 wurde Turlington für die Rückseite der LP-Hülle des Albums Notorious von Duran Duran abgelichtet. Auch im Tourbuch der 1987er-Tournee Strange Behaviour ’87 von Duran Duran ist Turlington auf Fotos zu sehen. 1987 erschien ihr Gesicht auf der Titelseite des italienischen Modemagazins Vogue.
1989 gelang Turlington der Durchbruch als Supermodel, als sie einen Vertrag mit dem Modedesigner Calvin Klein unterzeichnete. Sie begann für das Parfum Eternity zu werben. Im selben Jahr unterzeichnete sie einen Vertrag mit der Kosmetikfirma Maybelline. 1993 wählte das People Magazine sie zu einem der 50 schönsten Menschen (50 Most Beautiful People). Seit 1987 war sie in über 1000 Magazinen, darunter Vogue, Allure und Elle, auf dem Cover zu sehen. 
1993 lancierte die Tierrechtsorganisation PETA die Kampagne I’d rather go naked than wear fur ('ich würde lieber nackt gehen als Pelz tragen'). Turlington und Cindy Crawford unterstützten die Kampagne mit Nacktaufnahmen.
1996 gründete Turlington gemeinsam mit fünf weiteren Topmodels (Cindy Crawford, Kate Moss, Naomi Campbell, Elle Macpherson und Claudia Schiffer) das Fashion Café in New York City. Im selben Jahr kam eine Dokumentation mit dem Titel Catwalk über das Leben von Turlington in die Kinos.
Im Mai 1999 beendete Turlington ihr Studium in den Fächern Literatur und Philosophie. Ein Jahr später unterzeichnete sie einen Vertrag mit der Sportartikelfirma Puma für die Yoga-Kollektion Nuala, Ende 2013 war sie das Gesicht einer Werbekampagne der Luxus-Hotelgruppe One&Only Resorts.
2002 erschien Turlingtons erstes Buch mit dem Titel Living Yoga. 
Am 7. Juni 2003 heiratete Turlington den Schauspieler und Regisseur Edward Burns, mit dem sie zwei Kinder hat.
Seit Oktober 2014 ist Christy Turlington Botschafterin der Smartwatch Apple Watch.